# Stazione di Ōtake
La stazione di Ōtake (大竹?, Ōtake-eki) è una stazione ferroviaria situata nella città di Ōtake, nella prefettura di Hiroshima in Giappone. Si trova lungo la linea principale Sanyō della JR West.

## Linee e servizi
JR West
■ Linea principale Sanyō

## Caratteristiche
La stazione è dotata di un marciapiede a isola e uno laterale con tre binari in superficie. La stazione supporta la bigliettazione elettronica ICOCA ed è dotata di tornelli di accesso. La biglietteria è aperta dalla prima mattina fino alle 22:30
| 1 | ■ Linea principale Sanyō | per Miyajimaguchi, Hiroshima e Mihara |
| 2 | ■ Linea principale Sanyō | per Iwakuni e Yanai                   |

## Stazioni adiacenti
| «                      | Servizio               | »                      |
| Linea principale Sanyō | Linea principale Sanyō | Linea principale Sanyō |
| ---------------------- | ---------------------- | ---------------------- |
| Kuba                   | Locale                 | Waki                   |
| Miyajimaguchi←         | Rapido Tsūkin Liner    | ←Iwakuni               |